# 荒井悦加
荒井 悦加（あらい よしか、旧姓辰巳、1982年2月26日 - ）は、日本の陸上競技選手。専門は3000メートル障害。松江市立第一中学校、島根県立松江北高等学校、島根大学教育学部卒業。SMTC所属。かつてはスターツやノーリツ、エディオンに所属していた。

## 経歴
2007年2月、千葉国際クロスカントリー選手権一般女子6キロで8位入賞を果たし、ヨルダンで開催されたアジアクロスカントリー選手権日本代表に選出される。6月の第91回日本選手権では3000m障害に出場し準優勝。この成績により、第11回世界選手権日本代表入りを果たした。世界選手権では、1周目の水濠で後続選手に突き飛ばされ転倒。2回目の水濠でも転倒し予選不通過で終えた。
2007年9月、和光アスリートクラブの上野敬裕監督と共にノーリツ女子陸上部に入社。2008年退社。2009年4月、デオデオ女子陸上部に入社。
2009年11月、第18回アジア選手権女子3000m障害で優勝。この種目での日本女子選手初の優勝となった。
2012年6月、第96回日本選手権女子3000m障害で初優勝を挙げる。
2013年6月、第97回日本選手権で連覇を達成した。同年7月、インド・プネーで行われた第20回アジア選手権女子3000m障害で4位入賞の成績を残した。趣味はカフェでするお茶。
2014年にエディオンを退社、現在はSMTCに所属している。

## 主な成績
| 年   | 大会         | 種目    | 結果 | 記録       |
| ---- | ------------ | ------- | ---- | ---------- |
| 2007 | 日本選手権   | 3000mSC | 2位  | 9分57秒02  |
| 2007 | 世界選手権   | 3000mSC | 18位 | 10分32秒67 |
| 2008 | 日本選手権   | 3000mSC | 3位  | 10分01秒59 |
| 2009 | 日本選手権   | 3000mSC | 2位  | 9分58秒64  |
| 2009 | アジア選手権 | 3000mSC | 1位  | 10分05秒94 |
| 2010 | 日本選手権   | 3000mSC | 2位  | 10分04秒37 |
| 2012 | 日本選手権   | 3000mSC | 1位  | 9分55秒93  |
| 2013 | 日本選手権   | 3000mSC | 1位  | 9分58秒22  |
| 2013 | アジア選手権 | 3000mSC | 4位  | 10分11秒36 |

## 記録
- 1500m - 4分18秒01 （2006年9月30日）
- 3000m - 9分17秒9 （2009年9月19日）
- 5000m - 15分49秒45 （2006年10月1日）
- 3000m障害 - 9分53秒87 （2009年6月6日、日本歴代2位）